# Аббіа Роллан Людвігович
Роллан Людвігович Аббіа (фр. Rolland Jacques Claude Abbiate, також Володимир Сергійович Правдін і Франсуа Россі, фр. Francois Rossi, оперативний псевдонім Льотчик ; 1904 , Лондон — 1970 , Москва
) — радянський розвідник, співробітник ВЧК, який брав участь у ряді операцій радянської зовнішньої розвідки на території Західної Європи та Північної Америки. Вбивця Ігнатія Рейсса, після війни резидент радянської розвідки в Нью-Йорку під прикриттям (очолював відділення ТАРС)

## Біографія
Роллан Людвігович Аббіа народився в Англії в музично освіченій сім'ї вихідця з Монако — його батько, громадянин Монако, був композитором, який досяг певних успіхів. Роки юнацтва він проводить у Санкт-Петербурзі (з 18 серпня 1914 р.). Петроград), будучи свідком Лютневої та Жовтневої революцій та початкового етапу Громадянської війни, що незабаром охопила всю Росію.

### Початковий етап роботи
Надалі працює сільськогосподарським робітником на фермі у графстві Ланкашир, Англія. У 1922 році він переїжджає в Монако, де стає кур'єром та офіціантом у ресторані дорогого готелю «Ермітаж», розташованого в центральній частині Монте-Карло. Робота посильного-офіціанта-початківця йде успішно, і в 1924 році він стає бухгалтером готелю «Париж». Проте, не пропрацювавши в «Ермітажі» і року, він переїжджає до Марселя, де працює касиром у фешенебельному готелі «Метрополь».

### Еміграція до Америки
У 1926 році емігрує до Сполучених Штатів: він не був задоволений заробітками в готелі «Метрополь» і здавна мріяв спробувати щастя в США. Там він заново починає просування службовими сходами, влаштовуючись офіціантом у ресторан " Волдорф-Асторія " в центрі Нью-Йорка. Це один із найфешенебельніших нью-йоркських ресторанів, і офіціант Аббіа не може скаржитися на доходи. Однак наприкінці 1926 він втрачає своє прибуткове місце і до середини 1928 вважається безробітним на нью-йоркській біржі праці.

### Повернення до Європи
У 1929 році вирушає назад до Європи, так і не закріпившись до США. Вирішує спробувати себе ще раз у тонкощах ресторанно-готельної справи. Він подає заявку на посаду заступника адміністратора у відомому готелі Ніцци «Альгамбре» та перемагає у конкурсі на це місце. З 1929 по 1932 р. він працює на цій посаді, а потім робить наступний крок, стаючи адміністратором цього готелю, де часто перетиналися інтереси представників легальних та нелегальних резидентур низки держав, у тому числі Радянського Союзу.

### Робота в ОГПУ
На початку 1932 року він їде до Белграду, де погоджується співпрацювати з ОГПУ . Він стає співробітником ІНО ОГПУ та отримує робочий псевдонім «Льотчик». Успішно виконує ряд оперативних завдань у Швейцарії, Мексиці та Франції . Кульмінацією в його роботі стала гучна лозанська справа. Разом зі своїм другом по ОГПУ, викладачем історії РКП(б) і майбутнім помічником Павла Судоплатова агентом болгарського походження Борисом Мануїловичем Афанасьєвим він виконує смертний вирок перебіжчику Ігнатію Станіславовичу Рейссу Акція ОГПУ мала місце 4 вересня 1937 року. За її проведення був нагороджений орденом Червоного Прапора, він також отримав громадянство СРСР. Тоді ж він отримав паспорт на ім'я Володимира Сергійовича Правдіна. За кордоном залишилася мати Аббіа, але їй було призначено спеціальне пенсійне утримання Наркомату внутрішніх справ.
З 1938 року проживав у СРСР, обіймаючи з 1940 року відповідальну посаду випускає у Відділі інформації при ТАРС для зарубіжних засобів масової комунікації.
З 1941 по 1946 перебуває в США, які він пам'ятає по своїй роботі в нью-йоркському ресторані " Волдорф-Асторія ". Спочатку він оперативний працівник, а з 1944 заступник нью-йоркського резидента НКДБ. Виступає як журналіст, вважаючись кореспондентом-редактором у штаті нью-йоркського відділення ТАРС; з 1943 року призначається завідувачем цього відділення. Березень 1945 року приходить із новим призначенням із Центру: він стає виконуючим обов'язки головного резидента радянської зовнішньої розвідки у Нью-Йорку. Незабаром він стає головним резидентом, залишаючись водночас завідувачем місцевого відділення ТАРС. У грудні 1945 року радянський агент Елізабет Бентлі несподівано здійснює відкриту зраду, у зв'язку з цим Аббіа-Правдіна відкликають до Москви.

### Останній етап службової діяльності
У 1946 році оформляє членство у ВКП(б). У 1948 році він виходить на дострокову пенсію через інвалідність і до 1951 займає відповідальну посаду головного редактора видавництва «Іноземна література», в якому начальником управління науковою інформацією працює його колега по роботі в 1930-х роках Борис Афанасьєв .
З травня по липень 1953 року Аббіа-Правдін, який отримав звання капітана держбезпеки, працює в Дев'ятому відділі при МВС СРСР, який перебуває у віданні Павла Судоплатова . Після смерті Сталіна змушений був піти з органів держбезпеки. Після звільнення проживав у Москві. Помер 1970 року.

## Сім'я
Батько — Людвіг Аббіа (фр. Ludwig Abbiate), монегаск французько-італійського походження.
Мати — єврейка, уродженка Ленінграда на прізвище Мандельштам.
Дружина — Ольга Борисівна Аббіа (Правдіна, оперативні псевдоніми Маргарет, Люсі; нар. 10 травня 1905, Томськ) — радянська розвідниця.